# Pozohondo
Pozohondo (spanyol nevének jelentése: mély kút) egy község Spanyolországban, Albacete tartományban. Lakosainak száma 1553 fő (2024).

## Történelme
1537-ig Pozohondo Alcaraz városához tartozott, de ekkor Peñas de San Pedro alárendeltjévé vált. Saját önkormányzattal rendelkező önálló községként csak a 19. század közepe óta létezik.
A 19. század eleji függetlenségi háború során a helyieknek egy alkalommal sikerült egy francia seregtől ágyúkat és zászlókat zsákmányolniuk. Ezek a tárgyak ma is láthatók a község címerében.

## Földrajza
Pozohondo Albacete, Alcadozo, Tobarra, Hellín, Liétor és Peñas de San Pedro községekkel határos.

## Látnivalók
Pozohondo legjelentősebb műemléke a 17. században épült Keresztelő Szent János-templom. A község területén, a Molinito nevű kis magaslaton található egy régi szélmalom romja, amely valószínűleg egykor a térség legnagyobb malmai közé tartozott (külső kerülete 23 méter, falvastagsága eléri az 1,25 métert), a kálváriakápolna közelében pedig ma is áll egy szélmalom.

## Népesség
A település lakosságának változását az alábbi diagram mutatja:
| Lakosok száma | 1859 | 1837 | 1833 | 1800 | 1794 | 1723 | 1698 | 1585 | 1584 | 1553 |
|               | 2001 | 2004 | 2006 | 2009 | 2011 | 2014 | 2016 | 2019 | 2021 | 2024 |